# 最終幻想 紛爭012
《最終幻想 紛爭012》是Square Enix於2011年推出的《最終幻想》系列作品之一，應列屬於外傳類型，對應主機為PlayStation Portable。為《最終幻想 紛爭》的續作。

## 遊戲系統
- 其進行方式和操作大多和前作大同小異（見最終幻想：紛爭#遊戲系統）。除了原有棋盤式的移動本作還新增了以動作的方式在地圖上移動，到達某一大門才會進入棋盤式移動的介面。

## 系統沿革
- 除了前代的系統之外，還增加了「援護」系統。玩家可以選擇（故事模式則是電腦選定）一個遊戲中持有、玩家自控以外的角色，來成為自己的援護。援護同樣有「勇氣攻擊」跟「生命攻擊」，每個角色的援護招式都有所不同。援護角色所能造成的傷害，是依照玩家自控角色的裝備、等級、裝飾品所決定，若是玩家傷害屬性跟援護角色有較大出入，則援護角色無法發揮應有的戰鬥能力。

- 召喚援護角色的條件是累積「援護槽」，攻擊動作可以少量累積，閃避反擊則會累積一格的援護槽。一格援護槽能允許援護角色進行「勇氣攻擊」，兩格的援護槽可以令援護角色進行「生命攻擊」。此外，援護角色可以替玩家抵擋敵人一次性的攻擊，抵擋之後援護槽會進入「鎖定」狀態，需要一段時間之後才會解除。

## 概要

### 第012次輪迴戰爭
| 序章 | 序章 | 序章 | 序章 |
| ---- | ---- | ---- | ---- |
| FF   |      |      |      |
|      |      |      |      |
| 章名 | 故事 | 章名 | 故事 |
| 1章  |      | 5章  |      |
| 2章  |      | 6章  |      |
| 3章  |      | 7章  |      |
| 4章  |      | 8章  |      |

「第13次輪迴戰爭」之前所發生的故事。講述眾人集結於聖域，準備討伐混沌之神卡歐斯。但是以雷光為首的秩序戰士（失去原世界的記憶），卻遭遇到來路不明、數量眾多的「幻影」圍攻，而敵對陣營的戈爾貝札也出現在凱因面前，告訴他「這次戰爭秩序陣營是沒有勝算的，必須寄託在下一次大戰」。為了保存下一次大戰的戰力，也為了降低下一次大戰的風險。雷光帶著眾人搗毀「幻影」的根源，而凱因則是不擇手段的保護下一次戰爭的珍貴戰力……
雖然兩人之間意見不同，但還是一起對抗「幻影」，和柯絲摩思在一起的光之戰士也拔劍參戰。最終雷光等人不敵對方攻勢而戰敗，光之戰士在柯絲摩思的出面下將迎來的「幻影」消退才保住了光之戰士，雷光等人被迫離開了Dissidia世界並將其希望託付在倖存的光之戰士等人。後神龍在次啟動輪迴，使得光之戰士、弗利歐尼爾、洋蔥劍士、賽希爾、巴茲、蒂娜、克勞德、史克爾、吉坦和提達重新與敵人戰鬥。

### 最後的戰鬥（013）
| FF                          |      |      |      |
| Destiny Odyssey（個別故事） |      |      |      |
| 原作                        | 故事 | 原作 | 故事 |
| VII                         |      | II   |      |
| III                         |      | VIII |      |
| VI                          |      | IX   |      |
| IV                          |      | V    |      |
| X                           |      | I    |      |
| Shade Impulse（共通故事）   |      |      |      |
| DDFF                        |      |      |      |

第012次輪迴戰爭結束後開放，故事關卡名更改但內容不變（從原本四小關變為一大關），但難度和順序皆有更改，其風格和以動作的方式在地圖上移動和本作相同，增加部份動畫以便敘述前作未提的劇情，能使整體故事更加完整（對沒有玩過前作的玩家而言）。此外本作在遊戲開始時還會讀取前作的紀錄檔，使原本的角色等級、設定等（裝備會重新卸下），可讓玩家不必在將重複練其角色。

### 未知物語
能利用PP項目「未知物語 先行解放」購入，是為「最後戰鬥」下一個遊戲方式，以「大意思的惡夢之中」為舞台設定。敘述本作一些未解的謎團及前述，如隱藏人物夏托托、加布拉斯等劇情，且是以團隊五人的方式冒險。

### Report
遊玩劇情時Report的資料會漸漸新增，有些收錄劇中沒有提到的細節和劇情（以藍字表示），隱藏人物普莉修、基加美修也要由此得手。

## 登場人物
※粗體為新角色

### 可操作角色

#### 最终幻想
- 光之戰士
- 加蘭德

#### 最终幻想II
- 弗利歐尼爾
- 皇帝

#### 最终幻想III
- 洋蔥劍士
- 黑暗之雲

#### 最终幻想IV
- 賽希爾·哈威
- 戈爾貝札
- 凱因·海溫德

#### 最终幻想V
- 巴茲·克勞薩
- 艾克斯德斯
- 基加美修

#### 最终幻想VI
- 蒂娜·布蘭佛德
- 凱夫卡

#### 最终幻想VII
- 克劳德·史特莱夫
- 賽菲羅斯
- 蒂法·洛克哈特

#### 最终幻想VIII
- 史克爾·雷翁哈特
- 阿爾緹米西亞
- 拉格納·雷瓦路

#### 最终幻想IX
- 吉坦·特萊巴魯
- 庫加

#### 最终幻想X
- 提達
- 傑克特
- 優娜

#### 最终幻想XI
- 夏托托

#### 最终幻想XII
- 梵恩
- 加布拉斯

#### 最终幻想XIII
- 雷霆

#### 原创角色
- 絕望卡歐斯

### 非操作角色
- 柯絲摩思
- 卡歐斯

## 新增場地
除了前作的場地外，本作還收錄了以下七個全新場地。
孤兒搖籃
來自「FFXIII」。有著許多輸送帶的複雜場地，主體為桃色和白色。在真效果的孤兒搖籃其立足點會隨自身意識般改變環境。
空中要塞巴哈姆特
來自「FFXII」。空中要塞巴哈姆特的外廣場。在真效果的空中要塞巴哈姆特會變為飛行狀態，故有狂風使人物難以立足。
水晶塔
來自「FFIII」。在水晶塔建築外面的草地，空間不大且無法行走到塔最上方。
大混亂城最上層
來自「FFII」。一個有著王座、星空、地面長著水晶的地方。
劇場艇Vista
來自「FFIX」。劇場艇的甲板舞台，其空間不大。
天象之鎖
來自「FFXI」。有著數個大水晶漂浮的空間。在真效果的天象之鎖所有的能量光點都會被母體的水晶吸收，且勇氣值還會慢慢降低。
魔列車
來自「FFVI」。一車廂中的場地，整體空間為直式。

## 關聯商品

### 音樂CD
DISSIDIA 012 FINAL FANTASY Original Soundtrack
2011年3月2日所發售本作的聲帶。

### 書籍
Dissidia 012 -紛爭- FINAL FANTASY MASTER EX GUIDE
2011年3月3日發售。（ISBN 408-7-7959-0-X ISBN 978-4-0877-9590-5）
和遊戲同日發售的攻略本。構成Vジャンプ編集部。
最終幻想：紛爭012  明信片書
2011年3月3日發售。（ISBN 475-7-5318-5-0 ISBN 978-4-7575-3185-7）
動畫CG、角色介紹收錄。製作Square Enix公司編集部。
最終幻想：紛爭012 Ultimania -行動SIDE-
2011年3月10日發售。（ISBN 475-7-5316-1-3 ISBN 978-4-7575-3161-1）
操作、角色的重點解說攻略本。編集スタジオベントスタッフ、出版Square Enix公司。
最終幻想：紛爭012 Ultimania -RPGSIDE-
2011年3月31日發售。（ISBN 475-7-5316-2-1 ISBN 978-4-757-5316-2-8）
故事模式解說的重點攻略本。FFXIIIで使用されたBGM5曲ダウンロードできるようになるプロダクトコードが付属している。編集スタジオベントスタッフ、出版Square Enix公司。

## 參看
- 『週刊Fami通』 enterbrain

1137號 1138號 1142號 1146號 1151號 1155號 1156號 1160號 1161號
- 『電撃PlayStation』アスキー・メディアワークス

Vol488～491
- 『電撃ゲームス』 アスキー・メディアワークス

Vol18
- 『最終幻想：紛爭012 Ultimania -操作SIDE-』
- 『最終幻想：紛爭012 Ultimania -RPGSIDE-』

## 外部連結
- 日本官方網站 （页面存档备份，存于）（日語）
- 北美官方網站 （页面存档备份，存于）（英文）
- 歐洲官方網站 （页面存档备份，存于）（英文）